# Скирмантово

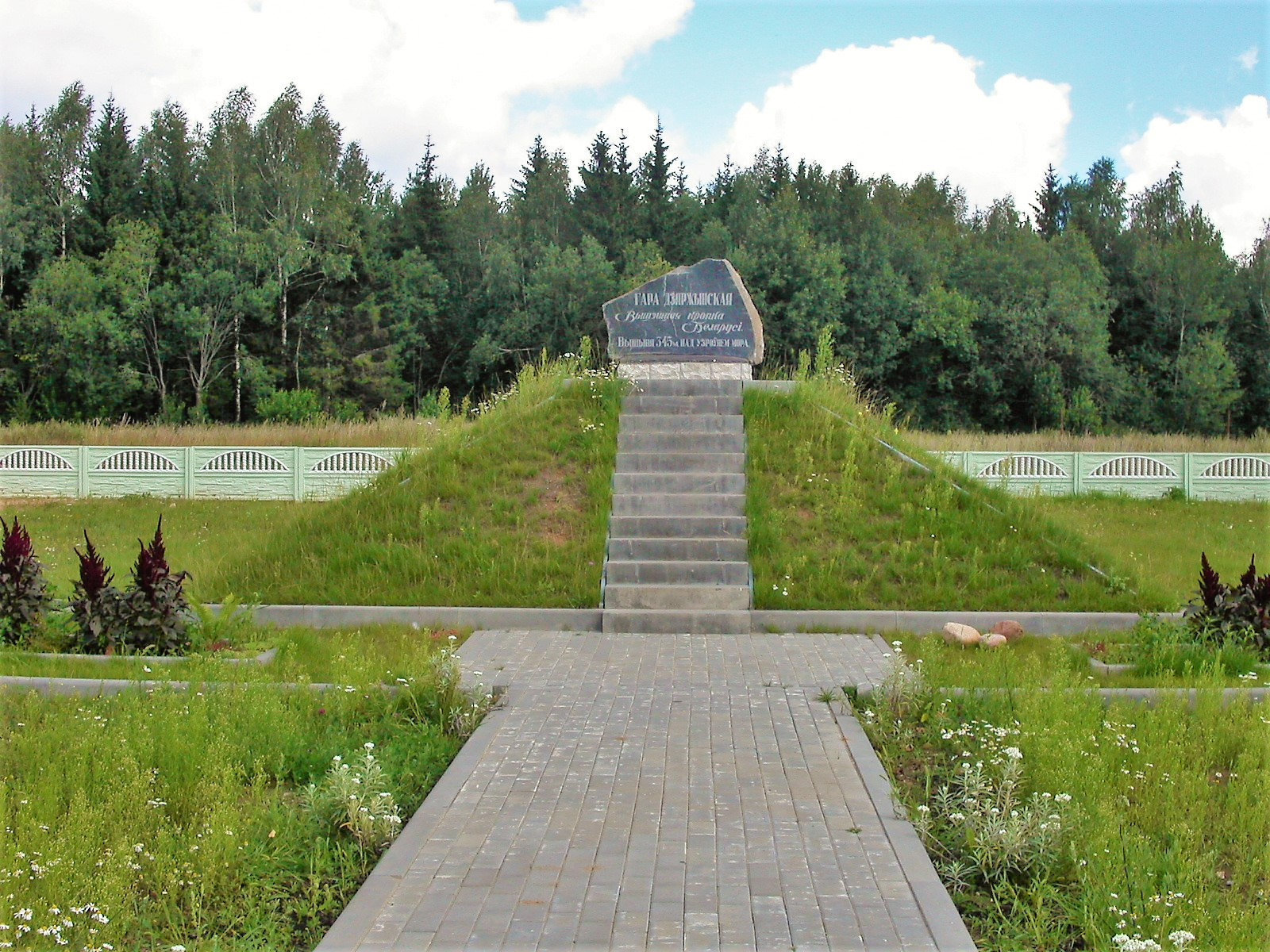
Обелиск на Дзержинской горе. Самая высокая точка Беларуси

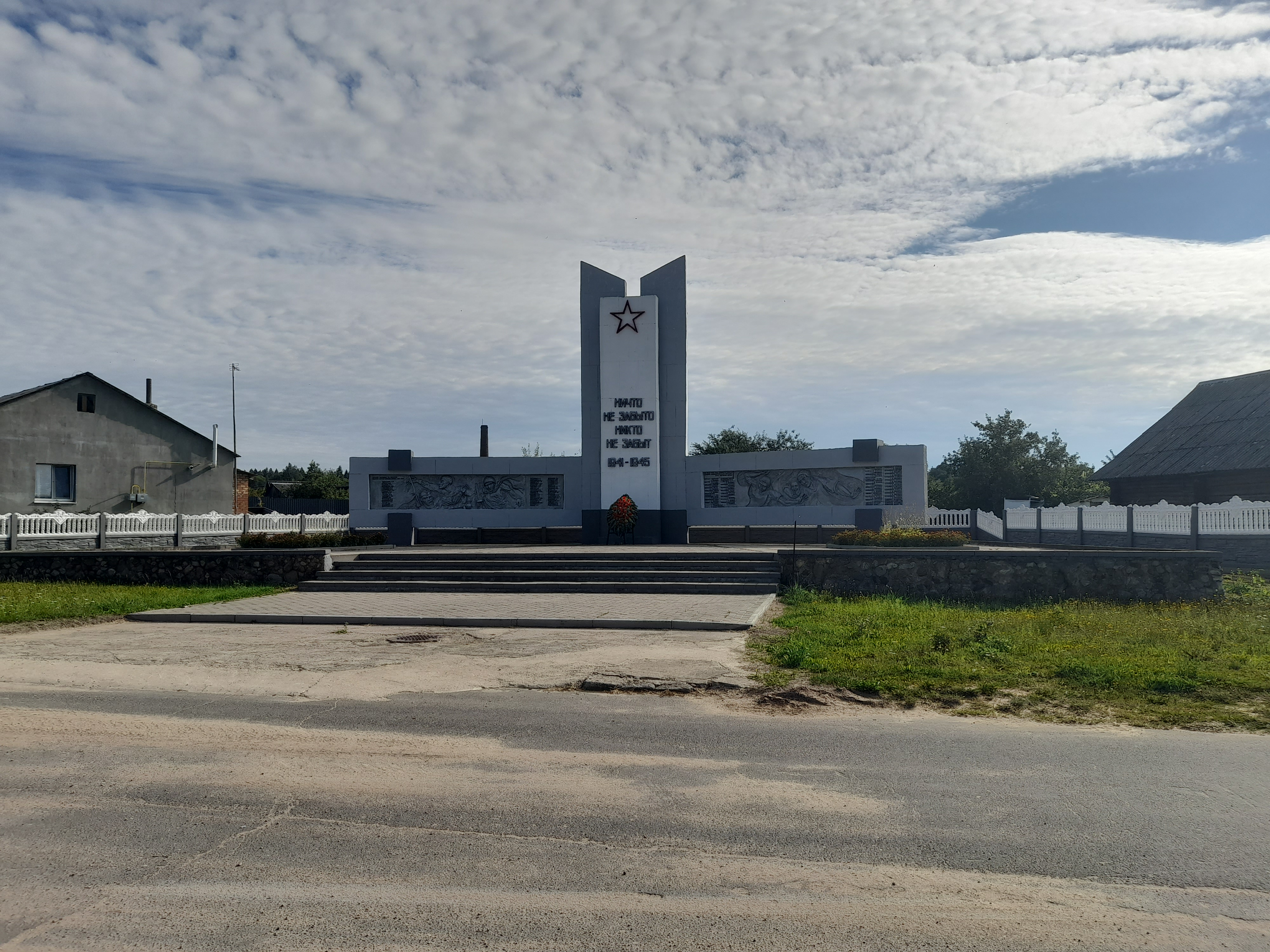
Памятник убитым 29 августа 1943 года нацистами жителям деревни и евреям из Минского гетто

Скирмантово, также Скирмунтово (бел. Скі́рмантава) — агрогородок в Дзержинском районе Минской области Белоруссии. В составе Путчинского сельсовета. Население 617 человек (2009).

## География
Расположен в 18 км к северо-западу от Дзержинска, в 32 км к юго-западу от Минска, в 24 км от железнодорожной станции Койданово. В 5 км н северо-запад шоссе Р65.
Через деревню проходит автодорога Вертинки-Ивенец. Около деревни находится Дзержинская гора (до 1958 года — Святая гора) — высшая точка Минской возвышенности и Беларуси.

### Гидрография
Южнее деревни протекает ручей, впадающий в Усу (Уссу).

## Этимология
Название одноименное, от двухосновного балтско-литовского имени Skir-mant'as. В литовской антропонимии известны соответствующие именные основы Skir- i Mant-. Известен шляхетских род Скирмунтов литовского происхождения. Ещё одно Скирмонтово было известно около Ошмян (возле нынешней железнодорожной станции "Ошмяны"), ещё около Ошмян два топонима Скирмантишки.
Скирмунт (Sciremunt) — имя германского происхождения.

## История
Известно со второй половины XVI века, в Минском уезде Минского воеводства Великого Княжества Литовского. В 1588 году упоминается грунт Скирмантовский в инвентаре имения Койданово, к которому он относился.
После второго раздела Речи Посполитой (1793) в Российской империи. В 1800 год деревня, 9 дворов, 71 житель, владение Радзивиллов, у Минского уезда. В середине XIX века принадлежала помещикам Язвинским, владельцам имения Скирмантово. В 1858 году в деревне 35 ревизских душ.
В 1897 году в Койдановской волости, 20 дворов, 130 жителей, хлебозапасный магазин, постоялый двор (2 двора, 8 жителей) и поместье (27 жителей). В 1916 году начала действовать школа (1-классное народное училище). В 1917 году в деревне было 35 дворов, 195 жителей, в имении — 4 жителя.
С 20 августа 1924 года в Нарейковском 2-м (18 декабря 1925 года переименован в Нарейковский) сельсовете (с 25 июля 1931 года по 14 мая 1936 года Нарейковский Национальный польский сельсовет) Койдановском (29 июня 1932 года переименован в Дзержинский) района Минского округа, с 31 июля 1937 года Заславского, с 4 февраля 1939 года вновь Дзержинского районов, с 20 февраля 1938 года в Минской области. В 1926 году в деревне — 34 двора, 159 жителей, в одноименном посёлке — 12 дворов, 50 жителей. В 1930-е годы организован колхоз.
Во время Второй мировой войны с 28 августа 1941 года по 6 июля 1944 года оккупирована нацистами. Трагедия случилась здесь 30 (по другим сведениям — 29) июля 1943 года. По дороге в деревню Ковшово гитлеровцы встретили группу людей. Это были евреи, бежавшие из Минского гетто, которые некоторое время прятались у жителей Скирмантово. Сельчане дали им приют, одели, накормили и с собой положили хлеба. Беженцам не удалось дойти в партизанский отряд, хлеб у них каратели забрали, перед этим выпытав, где они его взяли.
Вернувшись в Скирмантово, нацисты приказали людям собираться в колхозных гумнах и сарае — сказали, что будут проверять документы. Как только жители пришли, постройки подожгли. В тех, кто пытался бежать, стреляли. Дома ограбили, скотину повыгоняли из сараев. Одна за другой начали вспыхивать жилые дома и хозяйственные постройки, вскоре от деревни ничего не осталось. Все 38 дворов превратились в пожарище, а люди погибли. Раиса Павловна Куницкая чудом выжила — сумела убежать в лес и рассказать о трагедии деревни.

Точное число погибших не установлено. На памятнике, установленном на братской могиле, указано, что «здесь захоронены 144 мирных граждан деревни Скирмантово». По воспоминаниям свидетелей, участвовавших в похоронах людей, жертв было больше. Во многих семьях жили родственники, которые из-за войны лишились своего жилья, некоторые прятали у себя беженцев, поэтому ориентироваться только на местных жителей, говоря о количестве погибших, неправильно. По данным партизан, в Скирмантово погибло не менее 180 человек.
Во время Великой Отечественной войны леса вокруг деревни стали убежищем для евреев, бежавших из Минского гетто. 29 августа 1943 года группа евреев была сожжена оккупантами вместе с почти всеми местными жителями. 
После войны деревня восстановлена. В 1956 году на могиле жертв фашизма в центре деревни поставлен обелиск. Возле Дома культуры в центре деревни поставлен обелиск в честь памяти односельчан, погибших в Великую Отечественную войну. Деревня увековечена в мемориальном комплексе «Хатынь».
До 8 апреля 1957 года деревня в составе Вертниковского сельсовета.
В 2011 год деревня Скирмантово преобразован в агрогородок.

## Население

### Численность
- 2009 год — 617 жителей

### Динамика
- 1909 год — 157 жителей в деревне Скирмантово, 28 жителей в имении Скирмантово и 6 жителей в селении Скирмантово[6]
- 1960 год — 53 жителя
- 1991 год — 479 жителей, 143 двора
- 1999 год — 689 жителей (перепись населения)
- 2004 год — 510 жителей, 168 дворов
- 2009 год — 617 жителей, 170 хозяйств (перепись населения)

## Инфраструктура
Средняя школа, фельдшерско-акушерский пункт, Дом культуры, библиотека, детский сад, отделение связи, торговые объекты.

## Культура
- Дом культуры
- Краеведческий музей (1984)

## Достопримечательность
- Братская могила
- Обелиск на могиле жертв фашизма
- Обелиск в честь памяти односельчан, погибших в Великую Отечественную войну
- Композиция «Сцяг Радзімы» на Дзержинской горе (2023)

## Известные лица
- Виталий Антонович Толкачёв (род. 1934) — физик, академик НАН Беларуси.